# Lanthonia
Lanthonia is een geslacht van zee-egels uit de familie Mellitidae.

## Soorten
- Lanthonia grantii (Mortensen, 1948)
- Lanthonia longifissa (Michelin, 1858)